# Axel Hochkirch

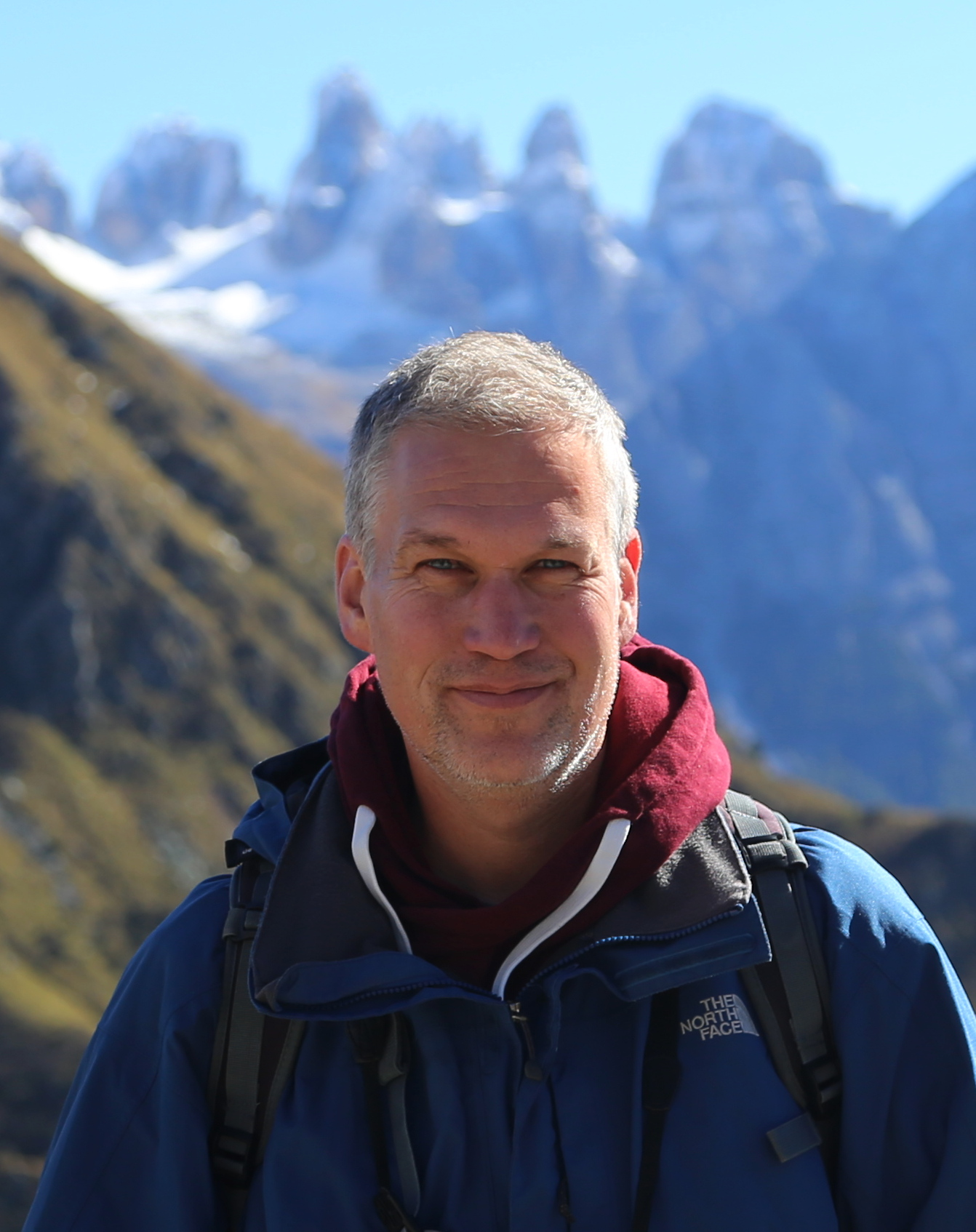
Axel Hochkirch im Oktober 2016

Axel Hochkirch (* 27. Juli 1970 in Bad Soden am Taunus) ist ein deutscher Biologe. Er ist Kurator für Ökologie am Nationalmuseum für Naturgeschichte Luxemburg sowie außerplanmäßiger Professor für Biodiversität und Naturschutz an der Universität Trier. Zudem ist er Vorsitzender des IUCN SSC Invertebrate Conservation Committee sowie der IUCN SSC (Species Survival Commission) Grasshopper Specialist Group. Des Weiteren ist er Mitglied des IUCN SSC Steering Committee und seit 2023 Präsident der Orthopterists' Society.

## Leben
Das biologische Interesse – mit erstem Berufsziel Zoodirektor – begann mit Forscherdrang im frühesten Kindesalter. Der naturwissenschaftliche Weg wurde deutlich, als er am Gymnasium Tilemannschule Limburg die Fächer Biologie und Chemie als Leistungskurs wählte.
Hochkirch studierte von 1990 bis 1996 Biologie an der Universität Bremen. In seiner Diplomarbeit befasste er sich mit der Ökologie von Heuschrecken der Usambara-Berge (Tansania). 2001 promovierte er an der Universität Bremen. Der Titel seiner Dissertation lautete “A Phylogenetic Analysis of the East African Grasshopper Genus Afrophlaeoba JAGO, 1983”. Von 2001 bis 2007 war er wissenschaftlicher Assistent an der Universität Osnabrück, wo er sich für das Fachgebiet Ökologie habilitierte mit der Habilitationsschrift “Evolution, Maintenance and Conservation of Biodiversity: Case studies from Orthoptera”.
Von 2008 bis 2023 war Hochkirch Laborleiter in der Abteilung Biogeographie bei Michael Veith an der Universität Trier. Im Jahr 2009 fand seine Umhabilitation für das Fach Biogeographie statt und 2017 wurde er zum außerplanmäßigen Professor ernannt. Seit 2023 ist er Kurator für Ökologie am Nationalmuseum für Naturgeschichte in Luxemburg.

## Forschungsschwerpunkte
Axel Hochkirch beschäftigt sich mit Biodiversitätsforschung im breiten Sinne, mit Schwerpunkt Naturschutzbiologie. Er erforscht aber auch die Entstehung der Biodiversität (Evolutionsbiologie, Phylogenetik) als auch ökologische Mechanismen der Aufrechterhaltung von Biodiversität (Populationsökologie, Populationsgenetik, Verhaltensökologie). Sein breites Forschungsspektrum äußert sich u. a. darin, dass er im Jahr 2011 gleich von drei Fachgruppen der Deutschen Zoologischen Gesellschaft als Symposiumssprecher für die Jahrestagung vorgeschlagen wurde (Fachgruppen Ökologie, Evolutionsbiologie, Verhaltensbiologie).
Während seines ersten Forschungsaufenthaltes in den Ost-Usambarabergen (Tansania) im Jahr 1994 erforschte Hochkirch die ökologische Einnischung von Heuschreckenarten. Hierbei beschrieb er auch die Eignung bestimmter Arten als Bioindikatoren für die Degradation von Regenwald-Gemeinschaften. Des Weiteren entdeckte und beschrieb Hochkirch hierbei eine bislang unbeschriebene Heuschreckenart. Später führte er diese Untersuchungen in anderen Regenwaldgebieten Ostafrikas weiter und erkannte hierbei die Bedeutung von Prädation für die hohe Artenvielfalt und den Endemismus von Regenwald-Arten. Seine phylogenetischen Untersuchungen zur Verwandtschaft von Heuschreckenarten der Bergregenwälder Ostafrikas führten zur Aufstellung von Hypothesen zur früheren Verbindung dieser Regenwaldgebiete.
Viel Beachtung fanden Hochkirchs Arbeiten zur reproduktiven Interferenz. In Ersetzungsexperimenten konnten Hochkirch und seine Mitarbeiter zeigen, dass Fehlentscheidungen bei der Partnerwahl in gemischten Populationen von Tierarten auch ohne Hybridisierung zu einer verringerten Fitness führen. Hierdurch kann die Koexistenz verwandter Tierarten verhindert werden, wenn nicht lokale Verteilungsmuster (insbesondere geklumpte Verteilung und unterschiedliche ökologische Nischen) der Individuen die Begegnungshäufigkeit beider Arten reduzieren.
Hochkirch hat in zahlreichen Arbeiten molekulare Methoden zur Bearbeitung naturschutzbiologischer und evolutionsbiologischer Fragestellungen eingesetzt. So konnte er mit Hilfe populationsgenetischer Analysen zeigen, dass es in klimatischen Extremjahren zu massiven Einflügen der flugfähigen Morphe einer sonst flugunfähigen Heuschrecke kommt. Zudem zeigte er, dass bei Umsiedlungsmaßnahmen eine hohe genetische Diversität erhalten werden kann, wenn eine große Anzahl von Individuen hierfür verwendet wird. Hochkirch setzte molekulargenetische Methoden auch für Untersuchungen sexueller interspezifischer Interaktionen (insbesondere Hybridisierung) ein. Gemeinsam mit seiner Doktorandin Kathrin Witzenberger konnte er nachweisen, dass die Zoopopulation der Europäischen Wildkatze massiv durch Hybridisierung mit Hauskatzen gefährdet ist. In einem Projekt über die Mauereidechse konnte sein Doktorand Joscha Beninde multiple Hybridisierungszonen von eingeschleppten Mauereidechsenvorkommen in deutschen Städten nachweisen.
Der Schwerpunkt seiner Forschungstätigkeiten ist die Naturschutzbiologie. Insbesondere zum Schutz von Insekten hat Hochkirch zahlreiche internationale Publikationen verfasst. Besondere Aufmerksamkeit bekamen seine Publikationen zur Effektivität des europäischen Schutzgebietsnetzwerks Natura 2000 (FFH-Richtlinie) sowie eine Metaanalyse zur Biodiversität in Städten. Zudem publizierte Hochkirch diverse Kommentare in den Fachzeitschriften "Science" und "Nature", in denen er immer wieder auf Aspekte des Schutzes wirbelloser Tierarten hinweist, wie z. B. auf die Verantwortung von Reservaten für den Schutz von Invertebraten, das mangelnde Monitoring von Insektenpopulationen oder die ökologische Bedeutung von Regenwürmern zum Schutz der Böden. Politische Konsequenzen hatte sein Kommentar in der Zeitschrift "Nature", in der er mangelnde Transparenz bei der Festlegung der Autorenteams in der "Intergovernmental Platform on Biodiversity and Ecosystem Services" (IPBES) kritisierte. Als Folge beschloss die IPBES neue Richtlinien zur Transparenz und Vermeidung von Interessenkonflikten. In einem Essay in der Zeitschrift "Nature" fasste Hochkirch die Notwendigkeit der Etablierung großer angewandter Forschungszentren zum Schutz wirbelloser Arten zusammen.
Auch taxonomische Arbeiten gehören zu Hochkirchs Arbeitsbereich. So beschrieb er einige Taxa aus der Familie der Feldheuschrecken (Acrididae), darunter Parodontomelus luci, Physocrobylus tessa, Arminda palmae, Sphingonotus fuerteventurae, Sphingonotus almeriense und Sphingonotus nodulosus. Im Jahr 2014 wurde Dolatettix hochkirchi und im Jahr 2022 Leptophyes axeli nach ihm benannt.

## Lehrveranstaltungen
Bereits während seiner Promotionsphase (1998–2000) engagierte sich Hochkirch auch in Lehrveranstaltungen und bot Exkursionen und Praktika an der Universität Bremen an. In den Jahren 1999–2000 erhielt er einen Lehrauftrag an der Hochschule Bremen für den Kurs "Systematik der Tiere". Während seiner Habilitationsphase (2001–2008) unterrichtete er an der Universität Osnabrück die Fächer Tierökologie, Naturschutzbiologie, Populationsbiologie und führte zahlreiche Exkursionen durch. Von 2008 bis 2023 unterrichtete er an der Universität Trier die Fächer Naturschutzbiologie, Molekulare Biogeographie, Populationsgenetik sowie Artenkenntniskurse. Die Vorlesung "Naturschutzbiologie" führt er seit 2023 im Rahmen seiner Venia Legendi fort.

## Naturschutz
Hochkirch engagiert sich bereits seit seiner Kindheit im Naturschutz und ist Mitglied zahlreicher Naturschutzverbände. Bereits im Alter von 16 Jahren wurde er Schriftführer der BUND Kreisgruppe Limburg/Weilburg. Während seines Zivildienstes beim BUND Diepholzer Moorniederung entwickelte er Schutzkonzepte für gefährdete Insektenarten, wie z. B. die Feldgrille. Dieses Projekt begleitete er auch während seines Studiums bis zur erfolgreichen Ansiedlung der Art in einem benachbarten Schutzgebiet. Während seines Studiums und seiner Promotionszeit war er als freiberuflicher ökologischer Gutachter tätig und untersuchte die Auswirkungen von Pflegemaßnahmen auf gefährdete Arten. Auch während der Habilitationsphase kooperierte er mit Naturschutzverbänden, um optimale Schutzstrategien für gefährdete Insekten zu entwickeln. Im Jahr 2010 wurde er von der IUCN SSC zum Vorsitzenden der IUCN SSC Grasshopper Specialist Group berufen. In diesem Zusammenhang leitete Hochkirch die Erstellung der europäischen Roten Liste der Heuschrecken, und entwickelte Schutzstrategien für gefährdete Arten. Im Jahr 2013 wurde Hochkirch zum Vorsitzenden des IUCN SSC Invertebrate Conservation Committee ernannt. In diesem Rahmen koordiniert er weltweit Aktivitäten zum Schutz wirbelloser Tierarten und initiierte diverse neue "Specialist Groups" innerhalb der IUCN Species Survival Commission sowie die Erstellung von Artenaktionsplänen.

## Sonstiges
Hochkirch ist Mitglied einiger biologischer Fachgesellschaften und seit 2023 Präsident der Orthopterists' Society. Zudem ist er Juror bei Jugend Forscht und Gutachter für zahlreiche Forschungsförder-Einrichtungen (ESF, DFG, SNF, DBU etc.), sowie für Nominationen von UNESCO Welterbestätten. Seit 2020 ist er Mitglied des IUCN World Heritage Panel. Zudem ist er Handling Editor bei der Zeitschrift "Conservation Biology" sowie Associate Editor bei der Zeitschrift "Journal of Orthoptera Research". Seit 2019 ist er Mitglied im Advisory Board des Mohamed bin Zayed Species Conservation Fund.

## Publikationen (Auswahl)
- J. Gröning, N. Lücke, A. Finger und A. Hochkirch (2007): Reproductive interference in two ground-hopper species: Testing hypotheses of coexistence in the field. Oikos 116: 1449-1460
- A. Hochkirch, J. Gröning und A. Bücker (2007): Sympatry with the devil – Reproductive interference could hamper species coexistence. Journal of Animal Ecology 76: 633-642
- J. Gröning und A. Hochkirch (2008): Reproductive interference between animal species. The Quarterly Review of Biology 83: 257-282
- K.A. Witzenberger und A. Hochkirch (2008): Genetic consequences of animal translocations: A case study using the field cricket, Gryllus campestris L. Biological Conservation 141: 3059-3068
- A. Hochkirch und Y. Görzig (2009): Colonization and speciation on volcanic islands: Phylogeography of the flightless grasshopper genus Arminda (Orthoptera, Acrididae) on the Canary Islands. Systematic Entomology 34: 188-197
- A. Hochkirch und M. Damerau (2009): Rapid range expansion of a wing-dimorphic bush-cricket after the 2003 climatic anomaly. Biological Journal of the Linnean Society 97: 118-127
- N. Exeler, A. Kratochwil und A. Hochkirch (2009): Restoration of riverine inland sand dunes: Implications for the conservation of wild bees (Apoidea). Journal of Applied Ecology 46: 1097-1105
- K.A. Witzenberger und A. Hochkirch (2011): Ex situ conservation genetics: A review of molecular studies on the genetic consequences of captive breeding programmes for endangered animal species. Biodiversity and Conservation 20: 1843–1861
- A. Hochkirch und I. Lemke (2011): Asymmetric mate choice and hybrid fitness in two sympatric grasshopper species. Behavioral Ecology and Sociobiology 65: 1637-1645
- A. Hochkirch, T. Mertes und J. Rautenberg (2012): Conspecific flowers of Sinapis arvensis are stronger competitors for pollinators than those of the invasive weed Bunias orientalis. Naturwissenschaften 99: 217-224
- Husemann M., J.C. Habel, S. Namkung, P.D. Danley und A. Hochkirch (2012): Phylogenetic analyses of band-winged grasshoppers reveal convergence of wing morphology. Zoologica Scripta 41: 515-526
- U. Schulte, M. Veith und A. Hochkirch (2012): Rapid genetic assimilation of native wall lizard populations (Podarcis muralis) through extensive hybridization with introduced lineages. Molecular Ecology 21: 4313-4326
- A. Hochkirch (2013): Hybridization and the Origin of Species. Journal of Evolutionary Biology 26: 247-251
- A. Hochkirch, T. Schmitt, J. Beninde, M. Hiery, T. Kinitz, J. Kirschey, D. Matenaar, K. Rohde, A. Stoefen, N. Wagner, A. Zink, S. Lötters, M. Veith und A. Proelss (2013): Europe needs a new vision for a Natura 2020 network. Conservation Letters 6: 462-467
- J. Engler, D. Rödder, O. Elle, A. Hochkirch und J. Secondi (2013): Species distribution models contribute to determine the effect of climate and interspecific interactions in moving hybrid zones. Journal of Evolutionary Biology 26: 2487-2496
- A. Hochkirch (2014): Biodiversity: Broaden the Search. Science 343: 248
- K.A. Witzenberger, A. Hochkirch (2014): The genetic integrity of the ex situ population of the European wildcat (Felis silvestris silvestris) is seriously threatened by introgression from domestic cats (Felis silvestris catus). PLOS One 8: e106083
- J. Beninde, M. Veith, A. Hochkirch (2015): Biodiversity in cities needs space: A meta-analysis of factors determining intra-urban biodiversity variation. Ecology Letters 18: 581-592
- J. Beninde, M.L. Fischer, A. Hochkirch, A. Zink (2015): Ambitious advances of the European Union in the legislation of invasive alien species. Conservation Letters 8: 199-205
- D. Matenaar, C.D. Bazelet, A. Hochkirch (2015): Simple tools for the evaluation of protected areas for the conservation of grasshoppers. Biological Conservation 192: 192-199
- J.O. Engler, Secondi J., Dawson D.A., Elle O., A. Hochkirch (2016): Range expansion and retraction along a moving contact zone has no effect on the genetic diversity of two passerine birds. Ecography 39: 884-893
- J. Beninde, S. Feldmeier, M. Werner, D. Peroverde, U. Schulte, A. Hochkirch, M. Veith (2016) Cityscape Genetics: Structural versus Functional connectivity of an urban lizard population. Molecular Ecology 25: 4984-5000
- R. Holderegger, G. Segelbacher, N. Balkenhol, I. Biebach, J. Bolliger, F. Gugerli, A. Hochkirch, L. Keller, A. Widmer und F. Zachos (2016): Naturschutzgenetik – Ein Handbuch für die Praxis. Haupt Verlag, Bern. 258 S.
- A. Hochkirch (2016) The insect crisis we can't ignore. Nature 359: 141
- N. Wagner, A. Hochkirch, H. Martin, D. Matenaar, K. Rohde, F. Wacht, C. Wesch, S. Wirtz, Klein R., S. Lötters, A. Proelss, M. Veith (2017) De-extinction, nomenclature, and the law. Science 356: 1016-1017
- A. Hochkirch (2017) Fossil data lacking for insects and fungi. Science 335: 1033
- R. Blakemore, A. Hochkirch (2017) Restore earthworms to rebuild topsoil. Nature 545: 30
- A. Hochkirch, S. Pina (2017) Invest in insects. Science 356: 1131
- A. Hochkirch (2017) Factor in species' conservation value. Nature 547: 403
- A. Hochkirch, J. Beninde, M. Fischer, A. Krahner, C. Lindemann, D. Matenaar, K. Rohde, N. Wagner, C. Wesch, S. Wirtz, A. Zink, S. Lötters, A. Proelss, M. Veith (2018) Licence to Kill? - Disease eradication programs may not be in line with the Convention on Biological Diversity. Conservation Letters 11: 1-6
- J. Beninde, S. Feldmeier, M. Veith und A. Hochkirch (2018): Admixture of hybrid swarms of native and introduced lizards in cities is determined by the cityscape structure and invasion history. Proceedings of the Royal Society B 285: 20180143
- K.-D. B. Dijkstra, M.J.J. Schrama, E.E. Gorsich und A. Hochkirch (2018) “Deadly mosquito” or “living freshwater”? Science 361: 341.